# Angel (canção de Shaggy)
"Angel" é uma canção do cantor jamaicano Shaggy. Conta com a participação vocal de Rayvon. Foi a segunda canção consecutiva de Shaggy a alcançar o nº 1 na parada musical Billboard Hot 100 (depois de "It Wasn't Me"). "Angel" chegou ao topo das paradas musicais de onze países.
A canção utiliza samples de "The Joker", de Steve Miller, de 1973, e também foi baseada no tema "Angel of the Morning", escrito por Chip Taylor e que se tornou um hit na voz de Merrilee Rushmais, em 1968, e um êxito ainda maior na voz de Juice Newton, em 1981. 
O videoclipe foi dirigido por Cameron Casey. 
No Brasil, a canção também fez parte da trilha sonora da temporada de 2002 de Malhação .

## Faixas
CD single
1. "Angel" (radio edit) — (3:31)
2. "Angel" (Seabreeze mix) — (3:46)
3. "Angel" (video) — (3:55)

CD maxi
1. "Angel (radio edit) — 3:31
2. "Angel (Seabreeze mix) — 3:46
3. "It Wasn't Me" (crash & burn remix) por Shaggy com Rikrok — 5:37
4. "Angel" (enhanced video)

## Certificações
| País          | Certificação | Data                 | Vendas certificadas |
| ------------- | ------------ | -------------------- | ------------------- |
| Austrália     | 3 x Platina  | 2001                 | 210,000             |
| Áustria       | Platina      | 26 de julho, 2001    | 30,000              |
| França        | Prata        | 14 de novembro, 2001 | 125,000             |
| Noruega       | Platina      | 2001                 | 40,000              |
| Países Baixos | Ouro         | 2002                 | 40,000              |
| Reino Unido   | Ouro         | 2001                 | 400,000             |
| Suíça         | Platina      | 2001                 | 40,000              |

## Paradas
| Parada musical (2000-2001)                 | Melhor posição |
| ------------------------------------------ | -------------- |
| ARIA Charts                                | 1              |
| Ö3 Austria Top 40                          | 1              |
| Ultratop 50 (Flandres)                     | 1              |
| Ultratop (Valônia)                         | 2              |
| Tracklisten                                | 2              |
| Dutch Top 40                               | 1              |
| Finlândia                                  | 10             |
| SNEP                                       | 8              |
| Media Control Charts                       | 1              |
| Irish Singles Chart                        | 1              |
| RIANZ                                      | 4              |
| VG-lista                                   | 1              |
| Sverigetopplistan                          | 1              |
| Swiss Chart                                | 1              |
| UK Singles Chart                           | 1              |
| Billboard Hot 100                          | 1              |
| Billboard Hot R&B/Hip-Hop Singles & Tracks | 1              |
| Billboard Hot Rap Tracks                   | 1              |
| ARC Weekly Top 40                          | 1              |

| Gráfico de final de ano (2001) | Posição |
| ------------------------------ | ------- |
| ARIA Charts                    | 4       |
| Ö3 Austria Top 40              | 5       |
| Bélgica (Flanders)             | 5       |
| Bélgica (Valônia)              | 27      |
| SNEP                           | 44      |
| Irish Singles Chart            | 3       |
| Swiss Chart                    | 4       |